# Муалла, Фикрет
Фикрет Муалла Сайгы (тур. Fikret Muallâ Saygı; 1903, Кадыкёй, Стамбул, Турция — 20 июля 1967, Рейан, Франция) — авангардный художник XX века турецкого происхождения. В его работах отображается влияние экспрессионизма и фовизма с фокусированием на парижской уличной жизни.

## Ранняя биография
Фикрет Муалла родился в стамбульском районе Кадыкёй, но жил в Париже на протяжении долгого времени, начиная с 1939 года, работая художником.
Фикрет Муалла очень любил свою мать. Эти отношения играли важную роль в его дальнейшей жизни. В возрасте 12 лет он покалечил свою правую ногу, когда перестарался, играя в футбол и подражая своему дяде Хикмету Топузеру, футболисту «Фенербахче». Вскоре после того, его мать умерла во время эпидемии гриппа. Его отец женился на очень молодой женщине, но Фикрет не принял мачеху.

## Жизнь в Европе
После окончания школы отец отправил его в Цюрих (Швейцария), чтобы изучать инженерное дело. Фикрет Муалла вскоре покинул Швейцарию и поселился в Берлине (Германия). Несчастный случай в детстве, оставивший Муаллу с плохим физическим состоянием, способствовал неустойчивости его личности и психическому расстройству в его взрослой жизни. Он несколько раз лежал в больнице, лечась от алкогольной зависимости и крайней паранойи. В 1928 году он был госпитализирован в Берлине из-за бреда. Затем он отправился в Париж, столицу искусства и центр неограниченной свободы для него. Однако, Муалла был вынужден вернуться домой, поскольку не получал больше денег от отца.

## Возвращение в Турцию
В Стамбуле Муалла был признан психически здоровым после трёхдневного пребывания в психиатрической больнице Бакыркёй. Фикрет Муалла устроился на работу учителем рисования в средней школе в Айвалыке. Однако, он бросил эту должность и переехал в стамбульский район Бейоглу. Некоторое время он пробовал свои силы в литературе и рисовании. Он подружился с сопрано Семихой Берксой, писателем Назымом Хикметом и художником Абидином Дино. Его первая выставка состоялась в 1934 году, на которой были представлены рисунки, акварели и проекты дизайна, но не получила должного внимания. В 1936 году он был госпитализирован во второй раз за год. После своей выписки Муалла решил покинуть Турции, так как чувствовал себя на родине непонятым. Прежде чем уехать в 1939 году в Париж, он написал около 30 картин маслом для турецкого павильона на Всемирной выставке в Нью-Йорке по просьбе своего близкого друга Абидина Дино.

## Жизнь и работа во Франции
Его жизнь в Париже сопровождалась алкогольной зависимостью, умопомешательством и когнитивным диссонансом. Он влюбился в турецкую художницу Хале Асаф, но та не ответила ему взаимностью. Муалла вновь был помещён в лечебницу на два месяца, но за это время ни разу не прекратил рисовать. Французская модель Дина Верни спасла его от депортации. В 1954 году Фикрет Муалла открыл свою первую выставку в Париже. Он подружился со многими известными художниками, включая Пабло Пикассо. Позже он будет продавать фотографию с автографом Пикассо за одну бутылку вина. После своей второй выставки он снова был госпитализирован.
Муалла был известен как пьяница и сумасшедший, но стал уважаемым как художник. Его взял под своё покровительство коллекционер Фернанд Англе (фр. Fernande Anglès), что позволило Муалле зарабатывать на жизнь, рисуя и продавая свои работы.
В 1962 году художник был парализован. Он переехал в Рейан, деревню на юго-востоке Франции, из-за цирроза. С мая 1967 года он был помещён в клинику из-за обострения нервного расстройства. Утром 20 июля Фикрет Муалла был найден мёртвым в своей постели. Согласно его завещанию его останки были доставлены в Турцию и были похоронены на кладбище Караджаахмет (тур. Karacaahmet Mezarlığı) в Стамбуле.
Фикрет Муалла считается одним из ярчайших представителей турецкого искусства XX века, наряду с Абидином Дино.